# Dehāqān (kommunhuvudort i Iran)
Dehāqān (persiska: دهاقان) är en kommunhuvudort i Iran.   Den ligger i kommunen Shahrestān-e Dehāqān och provinsen Esfahan, i den centrala delen av landet, 400 km söder om huvudstaden Teheran. Dehāqān ligger 2 045 meter över havet och antalet invånare är 16 899.
Terrängen runt Dehāqān är kuperad.Runt Dehāqān är det ganska glesbefolkat, med 42 invånare per kvadratkilometer. Det finns inga andra samhällen i närheten. Omgivningarna runt Dehāqān är i huvudsak ett öppet busklandskap.